# Cadena de medida
La cadena de medida es una serie de elementos de un instrumento de medida o de un sistema de medida que constituye el camino que recorre la señal de medida desde la entrada o fuente (font) hasta la salida o destino (destí).

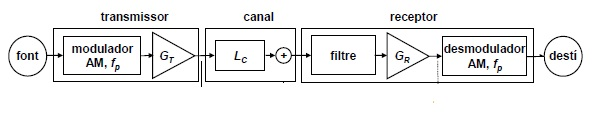
Gráfico sobre una cadena de medida.

Normalmente, una cadena de medida suele estar compuesta por los siguientes elementos:
1. Fenómeno físico
2. Sensor
3. Condicionamiento del señal
4. Conversor Analógico-Digital (A/D)
5. Ordenador
6. Conversor Digital-Analógico (D/A)
7. Acondicionamiento del señal
8. Actuador

```
Fenómeno físico ► Sensor ► Condicionamiento del señal ► Conversor A/D ► Ordenador ► Conversor D/A ► Acondicionamiento del señal ► Actuador.
```

Los convertidores o conversores, tanto A/D como D/A, necesitan:
- Buena resolución.
- Sin perdida de información.
- La resolución temporal depende de la frecuencia temporal de la resolución.

## Ejemplos
- Una cadena de medida electroacústica comprendiendo un micrófono, un atenuador, un filtro, un amplificador y un voltímetro.
- Un convertidor analógico-digital (ADC) o digital-analógico (DAC).

- Datos: Q11687810